# Aoteadrillia chordata
Aoteadrillia chordata är en snäckart som först beskrevs av Suter 1908.  Aoteadrillia chordata ingår i släktet Aoteadrillia och familjen Turridae. Inga underarter finns listade i Catalogue of Life.